# شورش در شهر ۴
شورش در شهر ۴ (به انگلیسی: Streets of Rage 4) یک بازی ویدئویی به سبک بیت ام آپ با زاویهٔ دید از نمای پهلو-پیمایش است که با همکاری استودیوهای داتیمو، لیزاردکیوب و گارد کراش گیمز توسعه یافته و به‌وسیلهٔ داتیمو در ۳۰ آوریل سال ۲۰۲۰ برای پلت‌فرم‌های مایکروسافت ویندوز، پلی‌استیشن ۴، ایکس‌باکس وان، و نینتندو سوئیچ منتشر شد. نسخهٔ سیستم‌عامل‌های مک‌اواس و لینوکس نیز در نوامبر ۲۰۲۰، و گوگل استادیا در ژوئیه ۲۰۲۱ در دسترس قرار گرفتند. این بازی ادامه‌ای بر مجموعه بازی‌های شورش در شهر متعلق به شرکت سگا است، که به صورت سه‌گانه در اوایل دهه ۱۹۹۰ (میلادی) برای کنسول بازی سگا جنسیس عرضه شده بود. این بازی نخستین بار در اوت ۲۰۱۸ رونمایی شد و در ۳۰ آوریل سال ۲۰۲۰ منتشر شد.
داستان بازی ده سال پس از رخدادهای نسخهٔ شورش در شهر ۳ روایت می‌شود. اکسل استون، بلیز فیلدینگ و آدام هانتر شخصیت‌های قبلی این سری در کنار شخصیت جدیدی به نام چری هانتر (دختر آدام) و فلوید، شاگرد دکتر زان که دستان مصنوعی دارد در این قسمت حضور دارند.